# Municipio de Oliver (condado de Kalkaska)
El municipio de Oliver (en inglés: Oliver Township) es un municipio ubicado en el condado de Kalkaska en el estado estadounidense de Míchigan. En el año 2010 tenía una población de 281 habitantes y una densidad poblacional de 3,01 personas por km².

## Geografía
El municipio de Oliver se encuentra ubicado en las coordenadas 44°38′12″N 85°2′10″O / 44.63667, -85.03611. Según la Oficina del Censo de los Estados Unidos, el municipio tiene una superficie total de 93.35 km², de la cual 92,53 km² corresponden a tierra firme y (0,87 %) 0,81 km² es agua.

## Demografía
Según el censo de 2010, había 281 personas residiendo en el municipio de Oliver. La densidad de población era de 3,01 hab./km². De los 281 habitantes, el municipio de Oliver estaba compuesto por el 97,51 % blancos, el 1,78 % eran amerindios, el 0,36 % eran isleños del Pacífico y el 0,36 % eran de una mezcla de razas. Del total de la población el 0,36 % eran hispanos o latinos de cualquier raza.